# Nation Muscogee
La nation Muscogee, ou nation Muscogee (Creek), est une tribu amérindienne reconnue au niveau fédéral, basée dans l'État américain de l'Oklahoma. La nation descend de la confédération historique des Muscogee, un grand groupe de peuples autochtones du sud-est des États-Unis (en). Les langues officielles sont le muscogee, le yuchi, le natchez, l'alabama et le koasati, le muscogee conservant le plus grand nombre de locuteurs. Les Muscogee se nomment communément Este Mvskokvlke. Historiquement, les Européens américains les considéraient souvent comme l'une des cinq tribus civilisées du Sud-Est américain.